# Carl Engström
Carl Engström (Ystad, 26 settembre 1991) è un cestista svedese.

## Palmarès
- Campionato svedese: 1

Södertälje: 2014-15